# Paracambi
Paracambi est une municipalité brésilienne de l'État de Rio de Janeiro et la microrégion de Vassouras.